# Pułk Kirasjerów Gwardii (Cesarstwo Niemieckie)
Pułk kirasjerów Gwardii (niem. Garde-Kürassier-Regiment)  – pułk kawalerii niemieckiej okresu Cesarstwa Niemieckiego.

## Charakterystyka

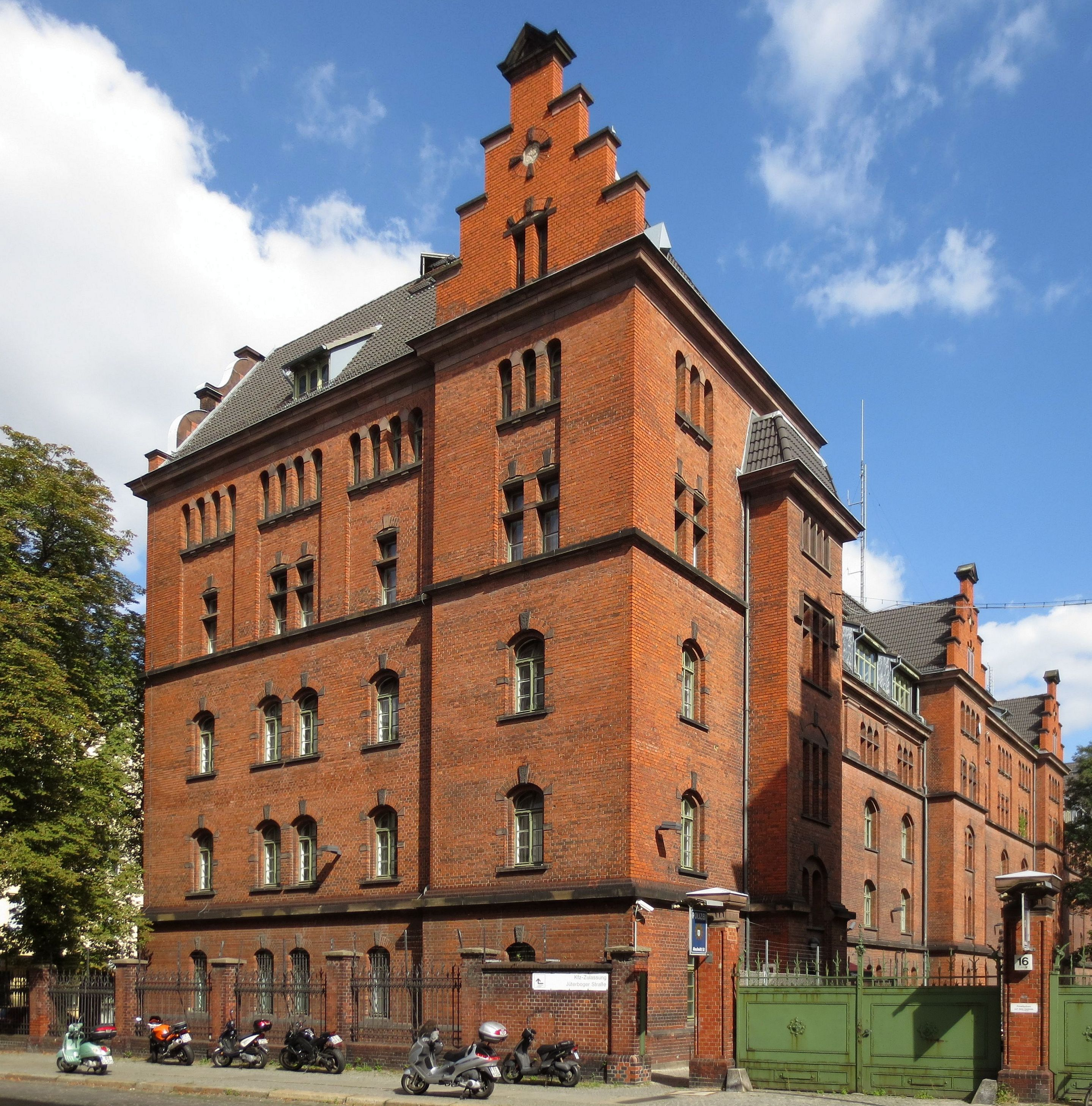
Koszary pułku

Pułk został sformowany 21 lutego 1815. Stacjonował w Berlinie . Wchodził w skład Korpusu Gwardii .

 Wiosną 1914 był w strukturze 1 Brygady Kawalerii Gwardii z Dywizji Kawalerii Gwardii.

30 grudnia 1916 oddział przeorganizowano w spieszony pułk kawalerii.